# Diferença dividida
Em matemática, diferenças divididas é um processo recursivo de divisão.

## Definição
Dado um conjunto de n pontos
{\displaystyle (x_{0},y_{0}),\ldots ,(x_{n-1},y_{n-1})}
as diferenças divididas são definidas recursivamente, como se segue:
Diferenças Divididas para Frente
{\displaystyle {\begin{cases}\triangle ^{j}y_{v}={\frac {\triangle ^{j-1}y_{v+1}-\triangle ^{j-1}y_{v}}{x_{v+j}-x_{v}}}\\\triangle ^{0}y_{v}=y_{v}\end{cases}}}
Diferenças Divididas para Trás
{\displaystyle {\begin{cases}\triangle ^{j}y_{v}={\frac {\triangle ^{j-1}y_{v}-\triangle ^{j-1}y_{v-1}}{x_{v}-x_{v-j}}}\\\triangle ^{0}y_{v}=y_{v}\end{cases}}}
onde
{\displaystyle \triangle ^{j}y_{v}}
denota a diferença dividida de ordem j no ponto v.